# Мамаєв Іван Гнатович
Іва́н Гна́тович Мама́єв (4 вересня 1923, Серяки Арбажський район Кіровська область — 1 квітня 1997) — радянський і український садівник, директор  дослідного господарства «Мелітопольське», Герой Соціалістичної Праці (1990), лауреат  Державної премії України в галузі науки і техніки (1992).

## Біографія
У 1936 Іван Мамаєв почав навчання в Яранском сільськогосподарському технікумі. У 1942 році він пішов на фронт добровольцем з четвертого курсу технікуму. У роки війни він навчався у військовому артилерійському училищі, брав участь в обороні Москви і визволенні України. 29 травня 1946 Іван Мамаєв був визнаний інвалідом 2 групи і знятий з військового обліку.
15 лютого 1947 він поступив на роботу в дослідне господарство «Мелітопольське» на посаду техніка. Пізніше І. І. Мамаєв став головним агрономом, а з 1972 по лютий 1997 року працював директором дослідного господарства «Мелітопольське». У 1950 році без відриву від виробництва закінчив Мелітопольський технікум гідромеліорації та механізації сільського господарства, в 1956 році —  Мелітопольський державний педагогічний інститут, а в 1962 році —  Кримський сільськогосподарський інститут. У 1970 році захистив дисертацію і здобув ступінь  кандидата сільськогосподарських наук. Опублікував у наукових журналах понад 20 наукових робіт. Обирався депутатом Мелітопольського районної ради.
У 1992 році за роботу «Селекція і впровадження сортів черешні у виробництво» І. І. Мамаєву і  М. Ф. Оратівський була присуджена Державна премія України в галузі науки і техніки.
15 лютого 1997, в день 50-річчя своєї трудової діяльності, Іван Гнатович Мамаєв пішов на пенсію, а через кілька місяців помер на 74-му році життя.

## Нагороди та звання
- Орден "Знак Пошани" (1966)
- Медаль «За трудову доблесть» (1970)
- Почесна Грамота Президії Верховної Ради Української РСР (1970)
- Орден Жовтневої Революції (1971)
- Заслужений працівник сільського господарства Української РСР (1983)
- Герой Соціалістичної Праці (7 червня 1990 року)
- Орден Леніна (1990)
- Державна премія України в галузі науки і техніки (1992)
- Почесний громадянин Мелітополя (23 березня 1995) Експозиція «Почесні громадяни Мелітополя» в  Мелітопольському краєзнавчому музеї, Мелітополь, вул. К. Маркса, 18. Перевірено 19 квітня 2013

## Пам'ять
На будівлі  Мелітопольської дослідної станції садівництва встановлено меморіальну дошку в пам'ять про І. І. Мамаєва.